# The Lady Vanishes
The Lady Vanishes é um filme britânico de 1938, do gênero suspense, dirigido por Alfred Hitchcock, com roteiro baseado no romance The Wheel Spins, de Ethel Lina White.
A habitual aparição de Hitchcock ocorre quase ao final do filme, na Victoria Station fumando um cigarro.
The Lady Vanishes foi refilmado como Mistérios na Bavária em 1979, com direção de Anthony Page e com Elliot Gould,  Cybill Shepherd e Angela Lansbury nos principais papéis.

## Sinopse
Numa estalagem em algum lugar da Europa Central, os passageiros de um trem esperam o desbloqueio dos trilhos após uma forte nevasca. Pessoas de línguas e culturas distintas são obrigadas a conviver naquele espaço. Enquanto aguarda o reembarque para Londres - onde o noivo a aguarda -, a jovem Iris conhece a simpática Srta. Froy, uma típica velhinha inglesa. Pouco antes de reembarcar, Iris sofre uma pancada na cabeça e, ao subir no trem, desfalece, sendo atendida pela Srta. Froy, que desaparece logo depois. Iris, ajudada pelo musicólogo Gilbert, tenta descobrir o paradeiro dela. À medida que a dupla investiga o sumiço da Srta. Froy, o caráter dos passageiros torna-se cada vez mais ambíguo e todos acabam revelando ser algo além das aparências.

## Elenco
- Margaret Lockwood .... Iris Henderson (jovem noiva)

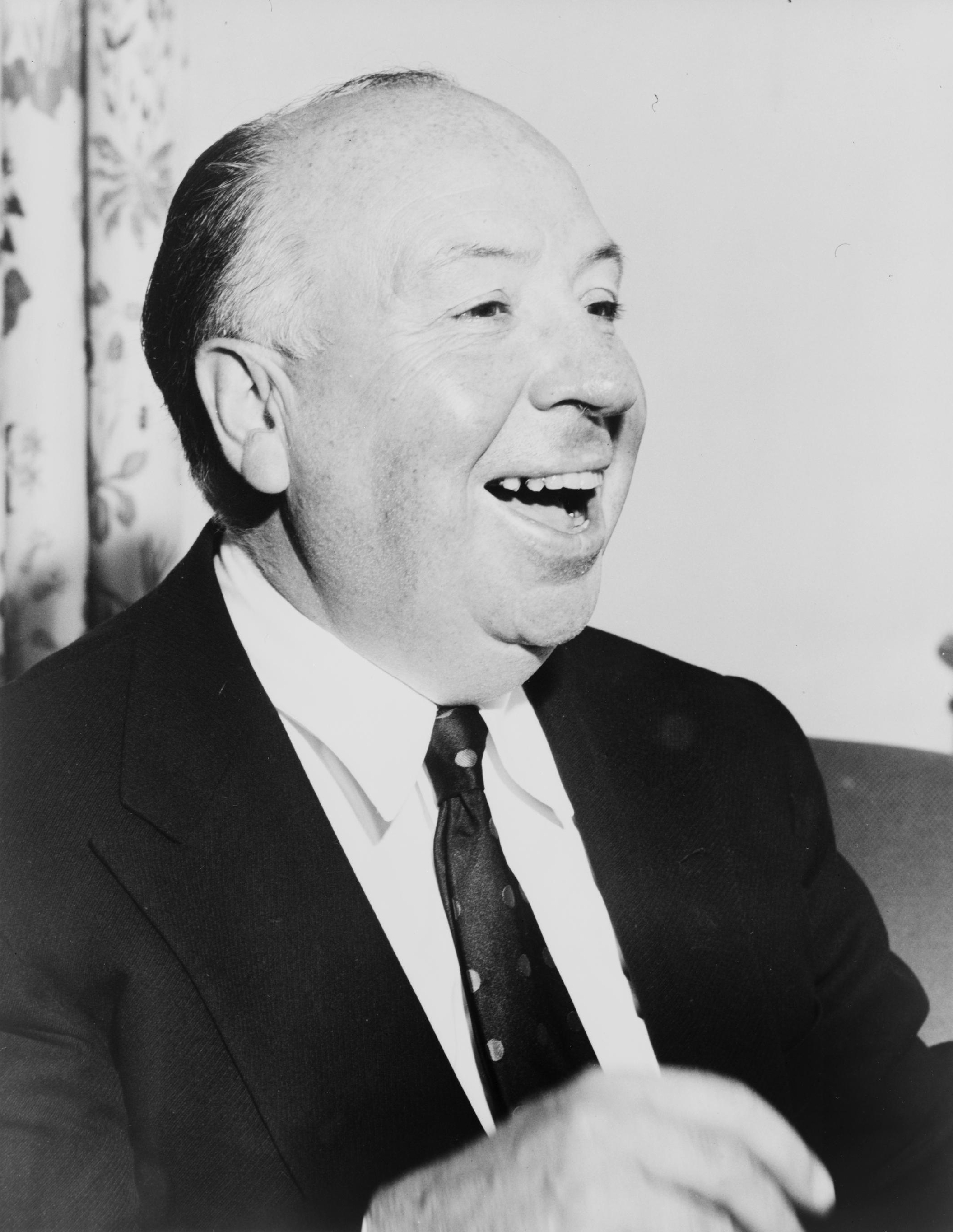
O diretor Alfred Hitchcock

- Michael Redgrave .... Gilbert (musicólogo)
- Dame May Whitty .... Srta. Froy (velhinha)
- Paul Lukas .... Doutor Hartz (médico)
- Cecil Parker .... Eric Todhunter (advogado)
- Linden Travers .... Margaret (amante de Eric)
- Naunton Wayne ....Caldicott (amigo de Charters)
- Basil Radford .... Charters (amigo de Caldicott)
- Emile Boreo .... Boris (recepcionista da estalagem)
- Googie Withers .... Blanche (amiga de Iris)
- Sally Stewart .... Julie (amiga de Iris)
- Catherine Lacey .... freira
- Josephine Wilson .... Madame Kummer
- Mary Clare .... Baronesa
- Philip Leaver .... Sr. Doppo
- Selma Vaz Dias .... Sra. Doppo

## Principais prêmios e indicações
- Hitchocock recebeu o Prêmio NYFCC de 1939, do New York Film Critics Circle Awards, na categoria de melhor diretor.